# برنامه‌های عمرانی دوره پهلوی

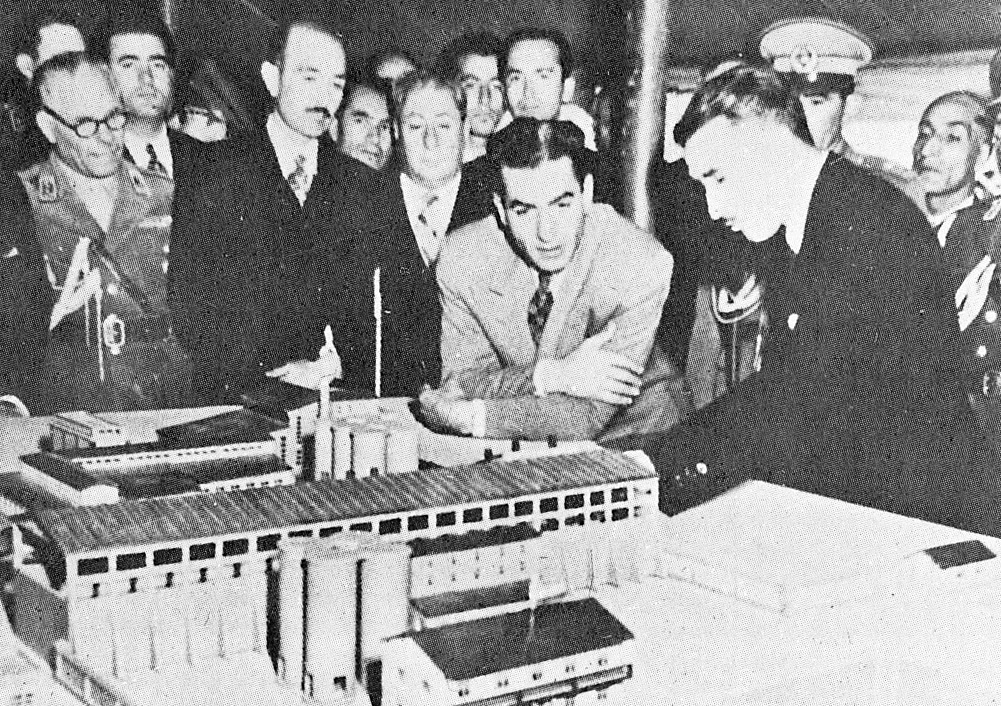
محمدرضا شاه پهلوی درآمد نفت را به برنامه دوم عمرانی اختصاص می‌دهد. سال ۱۳۴۱

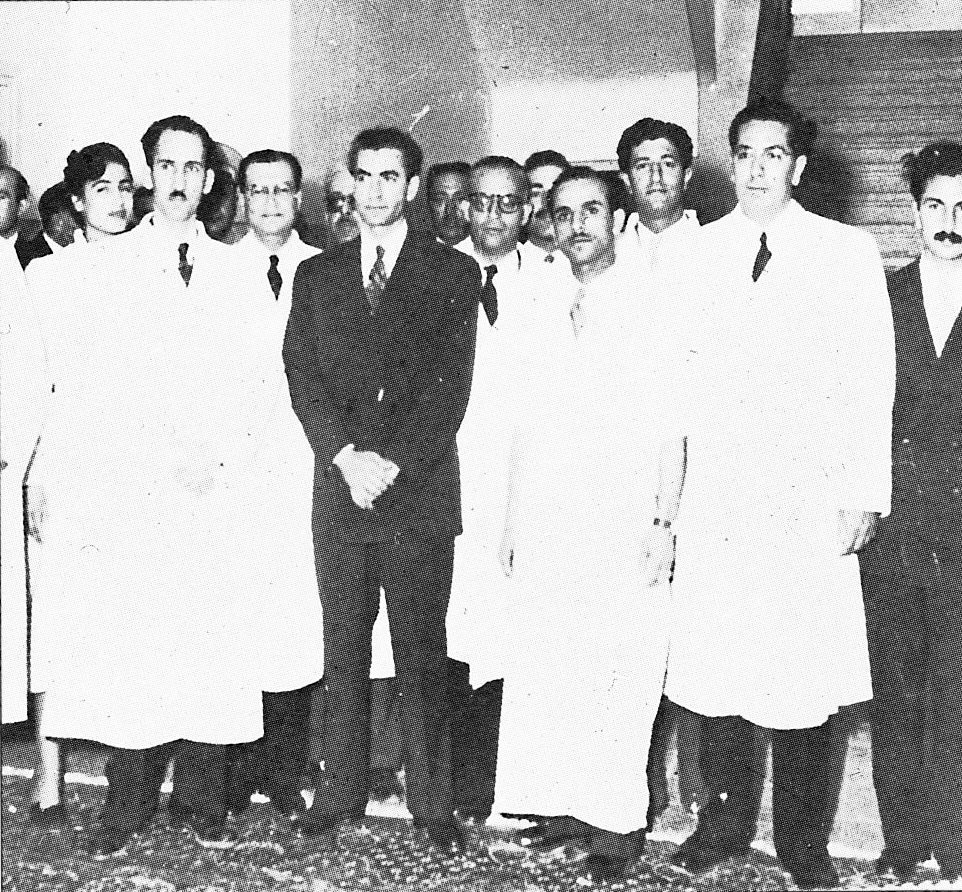
محمدرضا شاه پهلوی مرکز مایه کوبی «ب ث ژ» را می‌گشاید. تهران سال ۱۳۳۳

برنامه‌های عمرانی دوره پهلوی شامل پنج برنامه عمرانی برای افزایش رشد اقتصادی ایران از ۱۳۲۷ تا ۱۳۵۶ می‌باشد.

## روند برنامه‌های عمرانی
در سال ۱۳۲۷ مجلس شورای ملی، قانون ایجاد یک سازمان مستقل برای برنامه‌های عمرانی کشور را تصویب کرد که نام سازمان برنامه را بر آن نهادند. پنج برنامه عمرانی از سال ۱۳۲۸ برای پیشرفت و عمران کشور ایران برنامه‌ریزی شد. از برنامه عمرانی سوم که اجرای آن از سال ۱۳۴۱ خورشیدی آغاز شد برنامه‌های عمرانی تنگاتنگ باهدف‌های اصول انقلاب شاه و مردم طراحی شد و به اجرا درآمد. برنامه‌های عمرانی کشور در دوره‌های گوناگون بدین ترتیب بودند:
1. برنامه عمرانی اول اجرا شده بین سال‌های ۱۳۲۷ تا ۱۳۳۳: برای اجرای این برنامه کشور ایران از بانک جهانی درخواست ۲۵۰ میلیون دلار وام کرد و بانک آن را رد کرد. با ملی کردن نفت اجرای برنامه عمرانی اول متوقف شد و دیگر بودجه‌ای برای برنامه وجود نداشت.[۳]
2. برنامه عمرانی دوم اجرا شده بین سال‌های ۱۳۳۴ تا ۱۳۴۰: در سازمان برنامه و بودجه به ریاست ابوالحسن ابتهاج برنامه‌ریزی شد. برای نخستین بار منابع کشور برای رشد اقتصادی کشور به حساب آمد. بودجه این برنامه ۰٬۹ میلیارد دلار تعیین شد. ۶۰٪ درآمد نفت درآغاز برنامه و سپس ۸۰٪ درآمد نفت به عمران کشور اختصاص یافت. ۲۵۰ میلیون دلار از دیگر کشورها برای اجرای این برنامه وام گرفته شد. هدف این برنامه گسترش و عمران استان خوزستان که به عنوان استان نمونه برگزیده شد و ۷٪ درآمد نفت صرف عمران استان خوزستان شد.[۴] در این برنامه سد دز ساخته شد. در سه سوی کشاورزی، آبیاری و کان‌های معدنی ایران با هم برای پیشبرد اقتصادی کشور در نظر گرفته شد.[۵]
3. برنامه عمرانی سوم اجرا شده بین سال‌های ۱۳۴۱ تا ۱۳۴۶: بودجه ۲٬۷ میلیارد دلار به اجرای برنامه عمرانی سوم اختصاص داده شد.[۶] این برنامه برای پنج سال آینده برنامه‌ریزی شد. پروژه‌های اختصاصی از سوی وزارتخانه مربوط برنامه‌ریزی شد و نه دیگر تمرکز یافته در سازمان برنامه و بودجه. بودجه دولت را سازمان برنامه و بودجه که مستقیم زیر نظر نخست‌وزیر بود تعیین کرد. هدف‌های اصلی این برنامه در گسترش سیستم آموزش و پرورش، گسترش کشاورزی و صنعت و اصلاحات ارضی بود.[۷]
4. برنامه عمرانی چهارم اجرا شده بین سال‌های ۱۳۴۷ تا ۱۳۵۱: بودجه ۶٬۷ میلیارد دلار به اجرای برنامه عمرانی چهارم اختصاص داده شد. رشد اقتصادی به سالانه ۱۵٪ رسید و با رشد اقتصادی سنگاپور و کره جنوبی برابری می‌کرد.[۸]
5. برنامه عمرانی پنجم اجرا شده بین سال‌های ۱۳۵۲ تا ۱۳۵۶:. بودجه ۵۵ میلیارد دلار برای اجرای برنامه عمرانی پنجم اختصاص داده شد. رشد اقتصادی برنامه‌ریزی شده بیش از ۲۶٪ پیش‌بینی شده بود. درآمد ناخالص ملی از سال ۱۳۴۱ تا ۱۳۵۶ سیزده برابر شد و درآمد سرانه هشت برابر افزایش پیدا کرد.[۹]
6. برنامه عمرانی ششم برنامه‌ریزی شده برای سال‌های ۱۳۵۷ تا ۱۳۶۱: محمدرضا پهلوی در کتاب خود به سوی تمدن بزرگ به ملت خویش تمدن بزرگ را که بر پایه منشور «انقلاب شاه و مردم» قرار دارد قول می‌دهد که «تا سال۱۹۹۰ برابر با ۱۳۷۰ خورشیدی، ملت ایران استانداردهای رفاه اجتماعی و سطح زندگی و سطح پیشرفتی همانند اروپا در سال ۱۹۷۸ (میلادی) را خواهد داشت و ملت ایران تا سال ۲۰۰۰ برابر با ۱۳۸۰ خورشیدی در پیشرفت‌های صنعتی و رفاه اجتماعی برابر با کشورهای فرانسه، انگلیس و ایتالیا خواهد بود.» در این کتاب می‌گوید که برنامه‌ای با فرنام «دور نمای اقتصادی و اجتماعی ایران، ۲۵۳۱–۲۵۵۱» طراحی و پایه‌ریزی شد تا هدف‌های تمدن بزرگ را به انجام برساند.[۱۰]

غلامرضا افخمی در کتاب زندگی شاه می‌نویسد: «در چهارچوب انقلاب سفید و منشور نوزده ماده‌ای آن و برنامه‌های عمرانی چهره ایران تغییر یافت و ایران را به دروازه تمدن بزرگ رسانید که می‌توانست از جنبه اقتصادی و رفاه اجتماعی با کشورهای صنعتی اروپایی برابری کند.»

## چالش برنامه عمرانی پنجم
در سال ۱۳۵۱، یعنی در خاتمه برنامه عمرانی چهارم، به گزارش سفارت آمریکا در ایران کشور دچار تورم فزاینده شده است و قیمت مواد غذایی که سبد غذایی مردم فقیر و متوسط را تشکیل می دهد، تا دو برابر افزایش یافته اما دستمزدها متناسب با آن رشد نکرده است. کارشناسان سازمان برنامه به محدودیت های رشد و نیز تورم و نابرابری توزیع درآمد آگاه بودند و لذا در برنامه عمرانی پنجم بر رشد تحصیلات، خدمات بهداشتی، اصلاح توزیع درآمد، ثبات قیمت ها، جذب جوانان جویای کار و افزایش رفاه اجتماعی تمرکز کردند. این کار به قیمت توقف پروژه های عمرانی بزرگ و سرمایه بر بود. این طرح در کنفرانسی در شهریور ۱۳۵۱ ارائه شد و شاه آن را مشروط به عدم کاهش هزینه های نظامی پذیرفت. اما پس از بروز جنگ یوم کیپور یا جنگ اعراب و اسرائیل ۱۹۷۳|جنگ اعراب و اسرائیل قیمت نفت ناگهان افزایش یافت. لذا در آغاز سال ۱۳۵۳، شاه تصمیم به تطبیق هزینه های عمومی با سطح جدید درآمدهای نفتی کرد و در نتیجه، برنامه عمرانی پنجم بازنویسی شد و وزرا مشتاق به تأمین سرمایه های کلان برای پروژه های عمرانی بزرگی بودند که سال ۱۳۵۱ متوقف شده بود. آنها با دور زدن سازمان برنامه و نخست وزیر، مستقیماً نزد شاه رفته و برای تأمین مالی پروژه های خود مجوز گرفتند. وزرا خواهان برنامه توسعه ای با چهار برابر حجم سرمایه گذاری بودند که عبدالمجید مجیدی، رئیس سازمان برنامه، مخالف آن بود. نهایتاً، فریدون هویدا، قادر به اتخاذ موضع میان آنها نشد و سه سناریو را تدوین کرد و به شاه ارائه داد. در کنفرانس رامسر در مرداد ۱۳۵۳ به ریاست شاه، حجم اعتبارات برنامه برای سه سال و نیم باقی مانده از ۳۵٫۷ به ۶۸ میلیارد دلار می رسد و بخش کوچکی از آن به دغدغه های سازمان برنامه اختصاص می یابد. به نوشته بایندر، در خصوص نقش شاه در کنفرانس رامسر دو تصویر متفاوت ارائه شده است. در تصویری که وفاداران حکومت پهلوی نظیر مجیدی ارائه داده اند، شاه جانب ملاحظات سازمان برنامه را گرفته است و در تصویر منتقدان وی بر رشد سریع بدون توجه به ملاحظات آن، تأکید داشته است. این تصمیمات سبب شد که تورم کشورهای صادرکننده محصولات به اقتصاد ایران تحمیل شود و نیز پایانه های ورودی کشور یارای ورود این حجم واردات را نداشته باشد. در نهایت، اجرای این برنامه منجر به بروز بیماری هلندی در اقتصاد ایران می شود، که البته هنوز به لحاظ نظری توسط اقتصاددانان صورتبندی نشده بود. ورود ثروت بادآورده نفتی به اقتصاد و افزایش فزاینده هزینه های حکومت، منجر به یک تورم شدید و کاهش تولیدات کارخانه ها گشت. در نتیجه دولت جمشید آموزگار در سال ۱۳۵۶ مجبور به اتخاذ سیاست ریاضت اقتصادی شد. این وضعیت منجر به بروز نارضایتی عمومی شد که راه را برای انقلاب هموار کرد.

## قوانین
- برنامه عمرانی اول ۱۳۲۷–۱۳۳۳
- برنامه عمرانی دوم ۱۳۳۴–۱۳۴۰
- برنامه عمرانی سوم ۱۳۴۱–۱۳۴۶
- برنامه عمرانی چهارم ۱۳۴۷–۱۳۵۱
- برنامه عمرانی پنجم ۱۳۵۲–۱۳۵۶
- برنامه عمرانی ششم برنامه‌ریزی شده برای سال‌های ۱۳۵۷ تا ۱۳۶۱